# Pretendiendo
Pretendiendo познатији и као Ugly Me је чилеанска љубавна комедија из 2006. године. Режисер и сценариста филма је Клаудио Дебејд. Комедија прати причу Аманде, лепе али и разочаране жена која после низа љубавних неуспеха одлучује да се трансформише у ружнију Хелену не би ли одбила мушкарце. Главне улоге тумаче Барбара Мори и Марчело Мазарало.

## Улоге
- Барбара Мори као Аманда / Хелеха
- Марчели Мазарало као Марчело
- Гонсало Роблес као Хермано Хуан
- Родриго Муљос као Гиљермо